# François Dangé
Pour les articles homonymes, voir François Dangé (homonymie).
François Dangé (1747-1794) était un homme de multiples talents et d'ambitions diverses, naviguant entre des rôles dans l'administration et le commerce au cours de sa vie. Originaire du Loir-et-Cher, il a d'abord travaillé à l'octroi de Paris avant de se lancer dans le commerce en tant qu'épicier. Mais son véritable tournant professionnel s'est produit pendant la période tumultueuse de la Révolution française, où il est devenu administrateur de police et membre influent de la Commune de Paris. Malheureusement, sa carrière s'est terminée de manière tragique lorsqu'il a été arrêté et guillotiné le 17 juin 1794, lors d'une exécution record menée par le bourreau Sanson. Il repose désormais dans le Cimetière de Picpus, un lieu de sépulture pour beaucoup de ceux qui ont été emportés par la tourmente révolutionnaire.

## Un parcours diversifié
François Dangé, né en 1747 dans le Loir-et-Cher, a eu une trajectoire professionnelle aussi variée que les temps révolutionnaires auxquels il a finalement appartenu. Il a commencé sa carrière à l'octroi de Paris, où il était chargé de collecter des taxes sur les marchandises entrant dans la ville. Ce premier poste lui a donné un goût pour l'administration, mais c'était loin d'être son dernier arrêt. Après quelques années, il a pris une tangente et s'est reconverti en épicier.
Toutefois, l'appel de la fonction publique était trop fort pour être ignoré. Profitant de ses relations et du contexte politique instable, il est revenu à l'administration en obtenant un poste de receveur au bureau de correspondance de Dijon, Porte Saint-Bernard. Lorsque la Révolution a éclaté, Dangé a saisi l'opportunité de gravir les échelons du pouvoir. Il est devenu administrateur de police et a gagné un siège au sein de la Commune de Paris, l'organe gouvernemental de la capitale à cette période cruciale.

## Fin de vie et postérité
Le 17 juin 1794, tout s'arrête pour Dangé. Arrêté, jugé et condamné à mort, il monte sur l'échafaud où il est guillotiné en un record de 24 minutes, aux côtés de 53 autres âmes. Cette exécution express a même valu une gratification au bourreau Sanson. Dangé a ensuite été inhumé au Cimetière de Picpus. Ce lieu, qui a accueilli plus de 1 300 inhumations pendant la période révolutionnaire, est tristement célèbre pour les conditions d'inhumation peu enviables, notamment à cause de l'odeur insoutenable qui émanait des fosses communes.